# 주기율표 (구역별)
| s-구역 | p-구역 | d-구역 | f-구역 | 배경 색상은 주기율표의 구역을 나타냅니다. |

| 원시 |  | 붕괴로 형성 |  | 인공 | 테두리는 자연 상태에서의 원소의 형성 원인을 나타냅니다. |

| s-구역 | p-구역 | d-구역 | f-구역 | 배경 색상은 주기율표의 구역을 나타냅니다. |

| 원시 |  | 붕괴로 형성 |  | 인공 | 테두리는 자연 상태에서의 원소의 형성 원인을 나타냅니다. |